# Stomias
Stomias is een geslacht van straalvinnige vissen uit de familie van Stomiidae.

## Soorten
- Stomias affinis Günther, 1887
- Stomias atriventer Garman, 1899
- Stomias brevibarbatus Ege, 1918
- Stomias danae Ege, 1933
- Stomias gracilis Garman, 1899
- Stomias lampropeltis Gibbs, 1969
- Stomias longibarbatus (Brauer, 1902)
- Stomias nebulosus Alcock, 1889